# Galium boissierianum
Galium boissierianum är en måreväxtart som först beskrevs av Ernst Gottlieb von Steudel, och fick sitt nu gällande namn av Friedrich Ehrendorfer och Franz Xaver Krendl. Galium boissierianum ingår i släktet måror, och familjen måreväxter. Inga underarter finns listade i Catalogue of Life.